# Chaetophoma quercifolia
Chaetophoma quercifolia är en svampart som beskrevs av Cooke 1878. Chaetophoma quercifolia ingår i släktet Chaetophoma, divisionen sporsäcksvampar och riket svampar.   Inga underarter finns listade i Catalogue of Life.